# Scuderia Toro Rosso STR14
Scuderia Toro Rosso STR14 byl vůz Formule 1 navržený a zkonstruovaný týmem Scuderia Toro Rosso pro účast v sezóně 2019. Vůz debutoval při Grand Prix Austrálie 2019.
Vůz zpočátku řídil Daniil Kvjat a debutant ve Formuli 1 Alexander Albon. V srpnu 2019, během letní přestávky mezi závody v Maďarsku a Belgii, bylo oznámeno, že Albon po zbytek sezóny postoupí do Red Bull Racing, zatímco Pierre Gasly se vrátí, kvůli špatným výkonům v týmu Red Bull Racing, do Toro Rosso. Kromě toho nastoupil Naoki Jamamoto do prvního volného pátečního tréninku před Grand Prix Japonska.
Vůz byl druhým vozem Toro Rosso poháněným motorem Honda  a také prvním vozem Toro Rosso, který získal umístění na stupních vítězů od dob Toro Rosso STR3 ze sezóny 2008. O první pódiové umístění se postaral Daniil Kvjat v Německu a o druhé Pierre Gasly v Brazílii. Vůz STR14 zakončil sezónu 2019 na 6. místě v poháru konstruktérů s 85 body, čímž dosáhl nejvyššího umístění v šampionátu od šestého místa v sezóně 2008 a zároveň získal nejvyšší počet bodů v jedné sezóně v historii týmu. Vzhledem k rebrandingu týmu na Scuderia AlphaTauri po sezóně 2019 byl vůz STR14 posledním vozem vyrobeným týmem z Faenzy, který nesl název Toro Rosso.

## Design a vývoj
Vůz byl představen online 11. února 2019. Jednalo se o poslední vůz, který navrhl končící technický ředitel týmu James Key před jeho odchodem do McLarenu. Vůz se vyznačoval řadou sdílených komponentů s vozem Red Bull RB15. Vozy sdílely plnou zadní část, včetně zadního zavěšení, a také řadu komponent předního zavěšení. Jeho první představení na trati bylo dne 13. února 2019 na okruhu v Misanu s Daniilem Kvjatem a Alexanderem Albonem za volantem.
Online představená verze vozu se zdála být značně zjednodušenou verzi vozu z předchozího roku, zejména v jeho přední části. Výrazné změny však byly pozorovány v celém zbytku vozu. Nos se zdál být specifikací z roku 2018. Příčná ramena předního zavěšení byla snížena oproti podvozku Toro Rosso používanému v předchozích dvou sezónách; dříve byly zvednuty z aerodynamických důvodů.

## Shrnutí sezóny

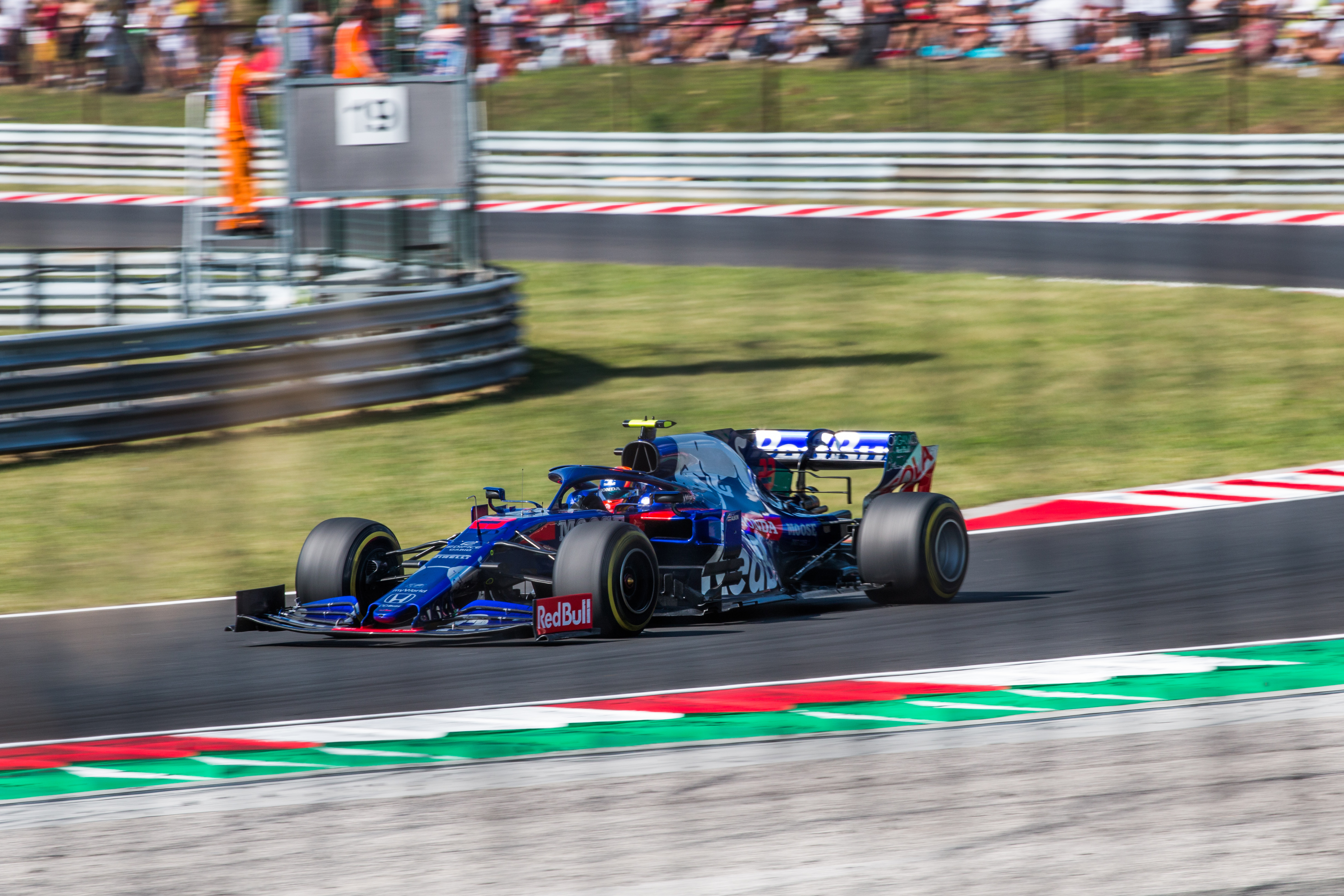
Alexander Albon řídící vůz STR14 při Grand Prix Maďarska 2019. Jednalo se o jeho poslední závod s Toro Rosso před přestupem do Red Bullu po letní přestávce.

Vůz se ukázal jako konkurenceschopnější ve srovnání se svým předchůdcem, přičemž v sobotní kvalifikaci ukazoval rychlé tempo na jedno kolo, přičemž jezdci pravidelně dosahovali třetí části kvalifikace. Vůz získal první vylepšení motoru na výkonnostně náročném okruhu v Baku, kde se konala Grand Prix Ázerbájdžánu, přičemž vylepšení se zaměřovalo na zlepšení spolehlivosti a také na vylepšení výkonu. Tým získal svůj první dvojitý bodový zisk při Grand Prix Monaka, s Kvjatem na sedmém a Albonem na osmém místě.  V chaotické Grand Prix Německa získal Daniil Kvjat pro tým šokující pódium, což bylo první umístění na stupních vítězů týmu od roku 2008, kdy Sebastian Vettel vyhrál Grand Prix Itálie 2008. Později v roce 2019 skončil Pierre Gasly druhý při Grand Prix Brazílie o 0,062 sekundy před pilotem Mercedesu Lewisem Hamiltonem. Gasly tím získal celkově třetí pódiové umístění a druhé pódiové umístění v sezóně pro tým a také své první umístění na stupních vítězů. Jednalo se o nejúspěšnější sezónu týmu, ve které získal více bodů než v jakékoli jiné sezóně předtím.

## Kompletní výsledky ve Formuli 1
| Legenda k tabulce | Legenda k tabulce                                                                       |
| Barva             | Výsledek                                                                                |
| ----------------- | --------------------------------------------------------------------------------------- |
| Zlatá             | Vítěz                                                                                   |
| Stříbrná          | 2. místo                                                                                |
| Bronzová          | 3. místo                                                                                |
| Zelená            | Bodované umístění                                                                       |
| Modrá             | Nebodované umístění                                                                     |
| Modrá             | Dokončil neklasifikován (NC)                                                            |
| Fialová           | Odstoupil (Ret)                                                                         |
| Červená           | Nekvalifikoval se (DNQ)                                                                 |
| Červená           | Nepředkvalifikoval se (DNPQ)                                                            |
| Černá             | Diskvalifikován (DSQ)                                                                   |
| Bílá              | Nestartoval (DNS)                                                                       |
| Bílá              | Závod zrušen (C)                                                                        |
| Světle modrá      | Pouze trénoval (PO)                                                                     |
| Světle modrá      | Páteční testovací jezdec (TD)                                                           |
| Bez barvy         | Netrénoval (DNP)                                                                        |
| Bez barvy         | Vyřazen (EX)                                                                            |
| Bez barvy         | Nepřijel (DNA)                                                                          |
| Bez barvy         | Odvolal účast (WD)                                                                      |
| Bez barvy         | Nezúčastnil se (prázdné)                                                                |
| Označení          | Význam                                                                                  |
| Tučnost           | Pole position                                                                           |
| Kurzíva           | Nejrychlejší kolo                                                                       |
| †                 | Jezdec nedojel do cíle, ale byl klasifikován, protože odjel více než 90 % délky závodu. |
| ‡                 | Byl udělován poloviční počet bodů, protože bylo odjeto méně než 75 % délky závodu.      |
| Horní index       | Umístění bodujících jezdců ve sprintu                                                   |

| Rok    | Tým                       | Motor        | Pneumatiky | Jezdci          | 1   | 2   | 3   | 4   | 5   | 6   | 7   | 8   | 9   | 10  | 11  | 12  | 13  | 14  | 15  | 16  | 17  | 18  | 19  | 20  | 21  | Body | Umístění |
| ------ | ------------------------- | ------------ | ---------- | --------------- | --- | --- | --- | --- | --- | --- | --- | --- | --- | --- | --- | --- | --- | --- | --- | --- | --- | --- | --- | --- | --- | ---- | -------- |
| 2019   | Red Bull Toro Rosso Honda | Honda RA619H | P          |                 | AUS | BHR | CHN | AZE | ESP | MON | CAN | FRA | AUT | GBR | GER | HUN | BEL | ITA | SIN | RUS | JPN | MEX | USA | BRA | ABU | 85   | 6. místo |
| 2019   | Red Bull Toro Rosso Honda | Honda RA619H | P          | Alexander Albon | 14  | 9   | 10  | 11  | 11  | 8   | Ret | 15  | 15  | 12  | 6   | 10  |     |     |     |     |     |     |     |     |     | 85   | 6. místo |
| 2019   | Red Bull Toro Rosso Honda | Honda RA619H | P          | Pierre Gasly    |     |     |     |     |     |     |     |     |     |     |     |     | 9   | 11  | 8   | 14  | 7   | 9   | 16† | 2   | 18  | 85   | 6. místo |
| 2019   | Red Bull Toro Rosso Honda | Honda RA619H | P          | Daniil Kvjat    | 10  | 12  | Ret | Ret | 9   | 7   | 10  | 14  | 17  | 9   | 3   | 15  | 7   | Ret | 15  | 12  | 10  | 11  | 12  | 10  | 9   | 85   | 6. místo |
| Zdroj: |                           |              |            |                 |     |     |     |     |     |     |     |     |     |     |     |     |     |     |     |     |     |     |     |     |     |      |          |